# Wyeomyia deanei
Wyeomyia deanei är en tvåvingeart som beskrevs av Oliveira 1983. Wyeomyia deanei ingår i släktet Wyeomyia och familjen stickmyggor. Inga underarter finns listade i Catalogue of Life.